# Омарова Сауле Тарихівна
Сауле Тарихівна Омарова (каз. Сәуле Тарихқызы Омарова ,англ. Saule T. Omarova ; 2 листопада 1966, Уральськ) — американський вчений, професор банківського права Корнельського університету, спеціаліст у галузі регулювання фінансових інститутів, банківському праві, міжнародних та корпоративних фінансах. У вересні 2021 року висунута президентом Джо Байденом на посаду голови Управління валютного контролю США.

## Біографія
Народилася в 1966 році в місті Уральськ (Західно-Казахстанська область, Казахська РСР), росла з мамою (методист в туберкульозному диспансері) і бабусею, закінчила середню школу № 21 Уральська в 1984 році із золотою медаллю, потім навчалася у Московському університеті. У 1991 році за програмою студентського обміну між Московським університетом (де отримала Ленінську стипендію) та Вісконсінським університетом у Мадісоні приїхала до США і залишилася там після розпаду СРСР. Омарова, яка вивчала нафтову політику Казахстану з 1992 по 1998 рік, порівнює Казахстан з Росією, Азербайджаном і Туркменістаном і 12 квітня 1999 року Саулі Таріховна Омарова захищає дисертацію на тему «Політична економія нафти в пострадянському Казахстані» в Університеті Вісконсіна, отримує докторську ступінь, а потім в 2001 році в Прицкерській школі права Північно-Західного університету в Чикаго отримала ступінь доктора юриспруденції.
Згідно з поліцейськими записами, оприлюдненими каналом FoxNews, в 1995 році була заарештована і визнала себе винною в крадіжці речей з магазину мережі TJ Maxx на суму 214 доларів США.
Шість років пропрацювала в юридичній фірмі Davis Polk & Wardwell , яка спеціалізується на фінансах у Нью-Йорку. З 2006 по 2007 рік працювала в адміністрації президента Джорджа Буша-молодшого, була спеціальним радником з регуляторної політики в Мінфіні США в ранзі заступника міністра. У 2014 році призначена заступником начальника Департаменту. Вона була запрошеним професором права у юридичній школі Університету Північної Кароліни. З 2014 року професор у школі права Корнеллського університету.
Омарова з 2013 року 6 разів запрошувалася на Конгрес США для надання свідчень у галузі фінансів та технологій. Наприклад, у 2018 році вона відповідала конгресменам з фінтеху, у 2019 році — з Facebook. У період призначення на посаду, запропоновану їй Байденом, багато великих банків та сенатори-республіканці виступили категорично проти кандидатури Омарової, враховуючи її реформаторські фінансово-економічні погляди.

## Критика
У наукових статтях Сауле Омарова запропонувала методи, якими Федеральна резервна система могла б витіснити великі банки, пропонуючи банківські послуги споживачам і граючи велику роль у розподілі капіталу. Ці пропозиції спонукали незалежних банкірів США публічно виступити проти її висування на посаду глави Управління валютного контролю. Республіканці та деякі демократи піддали Омарову критику за те, що вона назвала великі банки «індустрією засранців» (англ. asshole industry) і заклик до банкрутства компаній, що спеціалізуються на викопному паливі.
На слуханнях у Сенаті США у листопаді 2021 року Пет Тумі звинуватив Омарову в тому, що вона хоче націоналізувати банківський сектор, запровадити контроль над цінами, створити адміністративно-командну економіку, в якій уряд явно розподіляє ресурси. Тумі назвав ці погляди «соціалістичними ідеями, які зазнали невдачі всюди у світі».

## Особисте життя
Сім'я: чоловік Тимур, син Айдин, мати Саїда.
В одному з інтерв'ю Омарова сказала, що стала антикомуністкою за радянських часів: «Мені пощастило вступити до МДУ … Мені було 18 років. Через рік, як і багато моїх однокурсників, я стала антикомуністом. Ми читали заборонені речі, слухали Pink Floyd (британський рок-гурт), що тоді було незаконно. Ми говорили про [радянського дисидента Олександра] Солженіцина».

## Основні публікації
- Повний список публікацій [Архівовано 3 жовтня 2021 у Wayback Machine.]
- 2020. Financing Continuous Development: The 'American Plan' of State Capitalism [Архівовано 3 жовтня 2021 у Wayback Machine.]. (Robert C. Hockett and Saule T. Omarova). 2020. The Oxford Handbook of State Capitalism, Forthcoming, Cornell Legal Studies Research Paper No. 20-31. Number of pages: 24.
- 2017. Testimony before the U.S. Senate Banking Committee: ‘Fostering Economic Growth: Midsized, Regional and Large Institution Perspective’ [Архівовано 3 жовтня 2021 у Wayback Machine.] (Saule T. Omarova). 2017. Cornell Legal Studies Research Paper No. 17-31. Number of pages: 17.
- 2016. Systemically Significant Prices [Архівовано 3 жовтня 2021 у Wayback Machine.]. (Robert C. Hockett and Saule T. Omarova). 2016. Journal of Financial Regulation, Vol. 2, 2016. Number of pages: 30.
- 2011. Bankers, Bureaucrats, and Guardians: Toward Tripartism in Financial Services Regulation [Архівовано 3 жовтня 2021 у Wayback Machine.]. (Saule T. Omarova). 2011. Journal of Corporation Law, Vol. 37, No. 3, 2012. Number of pages: 54.